# Liste der Meteoriten Österreichs
Auf dem Gebiet von Österreich in seinen heutigen Grenzen wurden bisher insgesamt zehn Meteoriten geborgen, von denen noch heute Material vorhanden ist. Bei sechs wurde vor dem Fund auch der Fall des Meteoriten beobachtet. Alle diese Meteoriten sind Steinmeteorite und werden den Chondriten zugerechnet.

## Tabelle
Redaktionelle Reihung nach Name alphabetisch.
| Name            | Koordinaten                | Fundort                         | Masse                                               | Klasse                        | Falldatum oder Fundjahr                                                                                                |
| --------------- | -------------------------- | ------------------------------- | --------------------------------------------------- | ----------------------------- | --- |
| Haag            | 48°07'33.6"N, 14°35'00.2"E | Haag, Niederösterreich          | mehrere Fragmente gefunden; zw. 3,486 g und 64,06 g | Gewöhnlicher Chondrit (LL4-6) | Fall 24. Oktober 2024 (erstmalig in Österreich hat eines der Meteoritenfragmente ein menschgemachtes Objekt getroffen) |
| Ischgl          | 47° 2′ N, 10° 16′ O        | Ischgl, Tirol                   | 724 g                                               | Gewöhnlicher Chondrit (LL6)   | Fund 1976 |
| Kindberg        | 47° 31′ N, 15° 26′ O       | Kindberg, Steiermark            | 233 g                                               | Gewöhnlicher Chondrit         | Fall 19. November 2020                                                                                                 |
| Lanzenkirchen   | 47° 45′ N, 16° 14′ O       | Lanzenkirchen, Niederösterreich | 7000 g                                              | Gewöhnlicher Chondrit (L4)    | Fall 28. August 1925                                                                                                   |
| Mauerkirchen    | 48° 11′ N, 13° 8′ O        | Mauerkirchen, Oberösterreich    | 21000 g                                             | Gewöhnlicher Chondrit (L6)    | Fall 20. November 1768                                                                                                 |
| Minnichhof      | 47° 32′ N, 16° 38′ O       | Kroatisch Minihof, Burgenland   | 550 g                                               | Gewöhnlicher Chondrit         | Fall 27. Mai 1905 |
| Mühlau          | 47° 17′ N, 11° 25′ O       | Innsbruck-Mühlau, Tirol         | 5 g                                                 | Gewöhnlicher Chondrit         | Fund um 1877 |
| Neuschwanstein  | 47° 31′ N, 10° 49′ O       | Reutte, Tirol                   | 6218 g                                              | Enstatit-Chondrit (EL6)       | Fall 6. April 2002 |
| Prambachkirchen | 48° 18′ N, 13° 56′ O       | Prambachkirchen, Oberösterreich | 2125 g                                              | Gewöhnlicher Chondrit (L6)    | Fall 5. November 1932                                                                                                  |
| Ybbsitz         | 47° 58′ N, 14° 58′ O       | Ybbsitz, Niederösterreich       | 14600 g                                             | Gewöhnlicher Chondrit (H4)    | Fund 1977 |